# Simone Le Port
Pour les articles homonymes, voir Le Port.
Simone Le Port, née Le Pen le 3 juillet 1920 à Inguiniel (Morbihan) et morte le 12 juin 2009 à Riantec (Morbihan), est une résistance française, déportée, militante pour la paix.

## Biographie
Originaire d'Inguiniel, Simone Le Pen - Le Port entre dans la Résistance comme agent de liaison. Lorsque son mari Julien devient responsable du bureau des opérations aériennes du Morbihan, puis de Loire-Inférieure et Maine-et-Loire, elle participe en cachant les clandestins, les réfractaires au STO et les armes dans leur ferme isolée de Melrand où ils se sont installés après l'incendie de Lorient,.
Simone Le Port est arrêtée sur dénonciation le 16 avril 1943. Frappée, torturée, elle ne parle pas. Condamnée, elle est déportée à Ravensbrück. En avril 1945, elle est entraînée par les Allemands dans une marche de la mort dont elle réussit à s'échapper. Elle atteint la zone américaine le 8 mai 1945. À son retour en France, elle ne pèse plus que trente-cinq kilos,.
Après la guerre, elle s'installe à Étel avec son mari qui y est nommé sémaphoriste. Elle témoigne dans les écoles de ce qu'elle a vécu, et milite pour la paix.
Elle meurt le 12 juin 2009 à Riantec, et est inhumée à Étel.

## Décorations
- Officier de la Légion d'honneur[Quand ?]
- Croix de guerre 1939–1945
- Médaille de la Résistance française (décret du 6 septembre 1945)[5]
- Croix du combattant volontaire de la Résistance

## Hommages
- La gare routière d'Étel porte son nom et celui de son mari.
- À Guidel, c'est la « rue Simone-Le-Port » qui commémore son nom.